# 2016年梅竹賽
民國105年（2016年）丙申梅竹賽為第四十八屆國立清華大學與國立交通大學之間的梅竹賽，於該年2月26日至2月28日舉行。本屆賽事由國立清華大學主辦，國立交通大學協辦，賽事口號為「清梅交竹立，千古彪炳伸」。賽事結果，國立交通大學以6.5比3.5獲得本屆總錦標。

## 賽事結果

### 正式賽
| 項目         | 比賽日期      | 勝隊 | 備註                     |
| ------------ | ------------- | ---- | ------------------------ |
| 男桌         | 2016年2月26日 | 清大 | 4：2，清大獲勝           |
| 男羽         | 2016年2月26日 | 交大 | 5：0，交大獲勝           |
| 橋藝         | 2016年2月27日 | 交大 | 46.7：33.3，交大獲勝     |
| 男網         | 2016年2月27日 | 清大 | 4：1，清大獲勝           |
| 棒球         | 2016年2月27日 | 交大 | 清大棄賽                 |
| 女籃         | 2016年2月27日 | 交大 | 74：58，交大獲勝         |
| 男籃         | 2016年2月27日 | 清大 | 81：72，清大獲勝         |
| 棋藝（象棋） | 2016年2月27日 |      | 3：3，平手，各得0.5點    |
| 男排         | 2016年2月28日 | 交大 | 3：0，交大獲勝           |
| 女排         | 2016年2月28日 | 交大 | 3：0，交大獲勝           |
| 總錦標       |               | 交大 | 6.5：3.5，交大取得總錦標 |

### 表演賽
| 項目 | 比賽日期      | 勝隊 | 備註                       |
| ---- | ------------- | ---- | -------------------------- |
| 田徑 | 2016年2月26日 | 清大 | 6:55.73：6:58.75，清大獲勝 |
| 劍道 | 2016年2月26日 | 交大 | 8.5：6.5，交大獲勝         |
| 圍棋 | 2016年2月27日 | 交大 | 7：4，交大獲勝             |
| 女網 | 2016年2月27日 | 交大 | 3：0，交大獲勝             |
| 壘球 | 2016年2月28日 | 清大 | 13：4，清大獲勝            |

## 爭議
2月26日清晨清大系館遭交大學生高掛「三日亡華，殺清」的紅布；此外，系館內也被貼上「給我三天，攻下清華」的字條。賽事當天上午即被學生發現PO網，之後已被撤下，不過在布告欄、樹枝上仍有零星小型紅布條。雙方校方呼籲，切勿做出不理性的挑釁行為。